# Kosztesd
Kosztesd (románul: Costești) falu Romániában, Erdélyben, Hunyad megyében.

## Fekvése
Szászvárostól délre fekvő település.

## Története

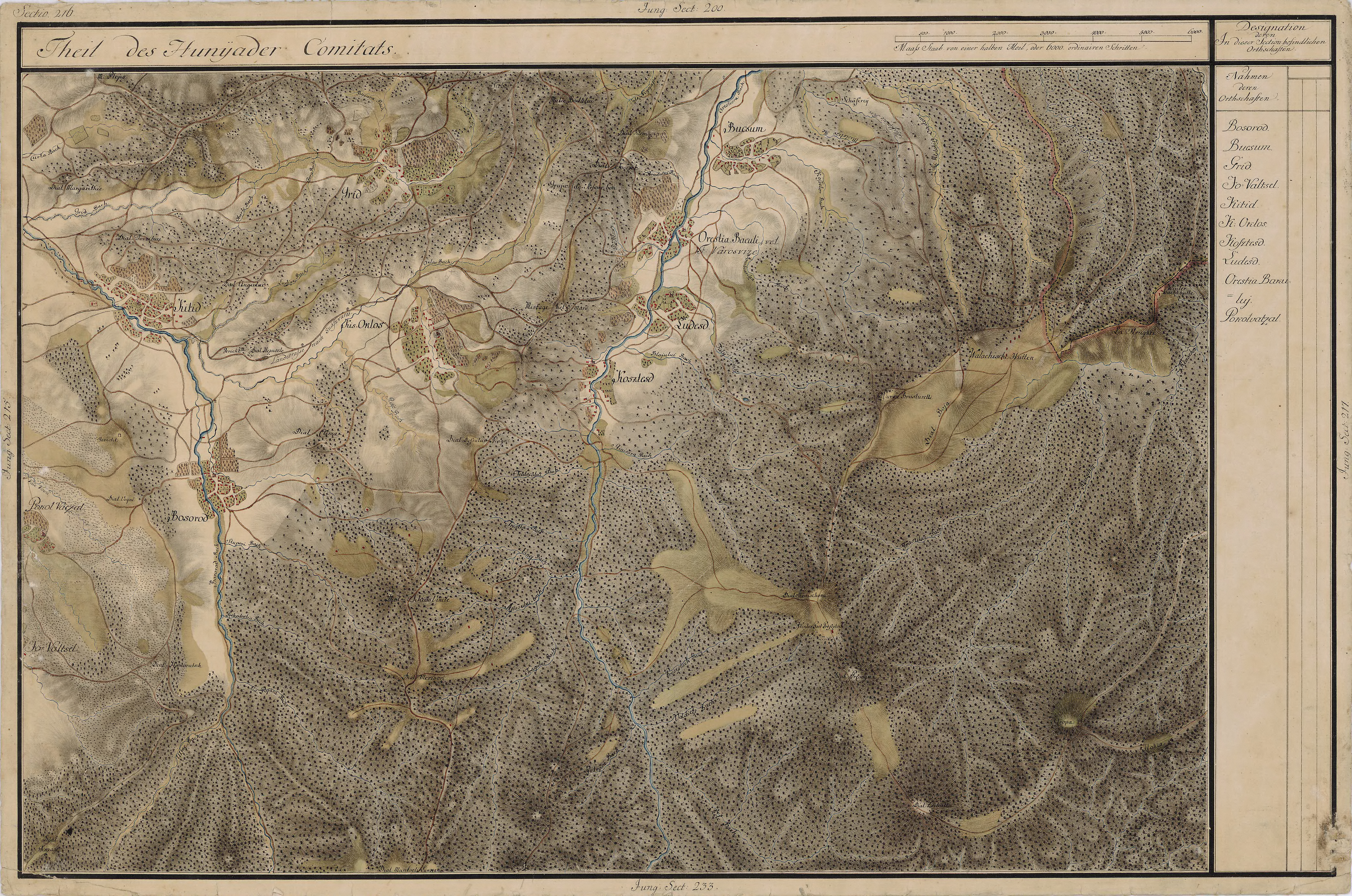
Kosztesd és környéke egy régi térképen

Kosztesd, Keresztes nevét 1444-ben említette először oklevél p. Kozthesd alakban. Később nevét többféleképpen is írták: 1515-ben Kosthesth, Kerezthes, 1733-ban Koszted, 1750-ben Kostesty, 1808-ban Kosztesd, 1861-ben Koszcsesd, 1888-ban Kosztesd
(Kosztesti), 1913-ban Kosztesd formában tűnt fel az írásos forrásokban.
1515-ben a Töreki, a töreki Bakócz, a Váraskeszi Lépes, a Sálfalvi, a Macskási, a Macskási Tárnok és a Barcsai családok voltak birtokosai.
A trianoni békeszerződés előtt Hunyad vármegye Szászvárosi járásához tartozott.
1910-ben 770 lakosából 9 magyar, 712 román, 46 cigány volt. Ebből 10 római katolikus, 756 görög keleti ortodox volt.

## Nevezetességek
- Dák erődítmények - a település közelében találhatók Costești - Blidaru és Costești - Cetățuie, melyek az egykori dák főváros védelmi rendszeréhez tartoztak. Az erődítéseket a rómaiak rombolták le. Az UNESCO világörökség részei.

## Jegyzetek

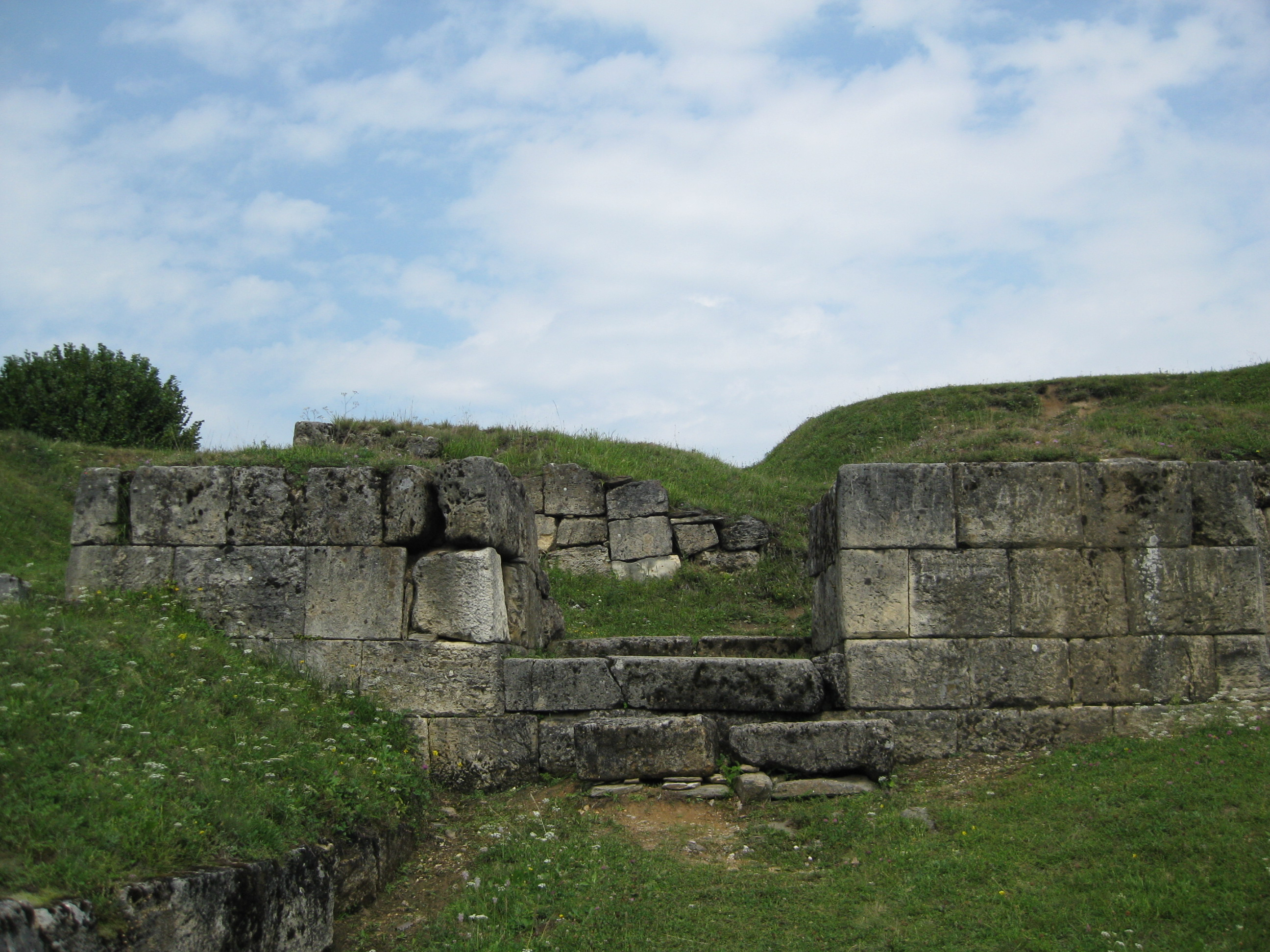
Kosztesd, dák vár
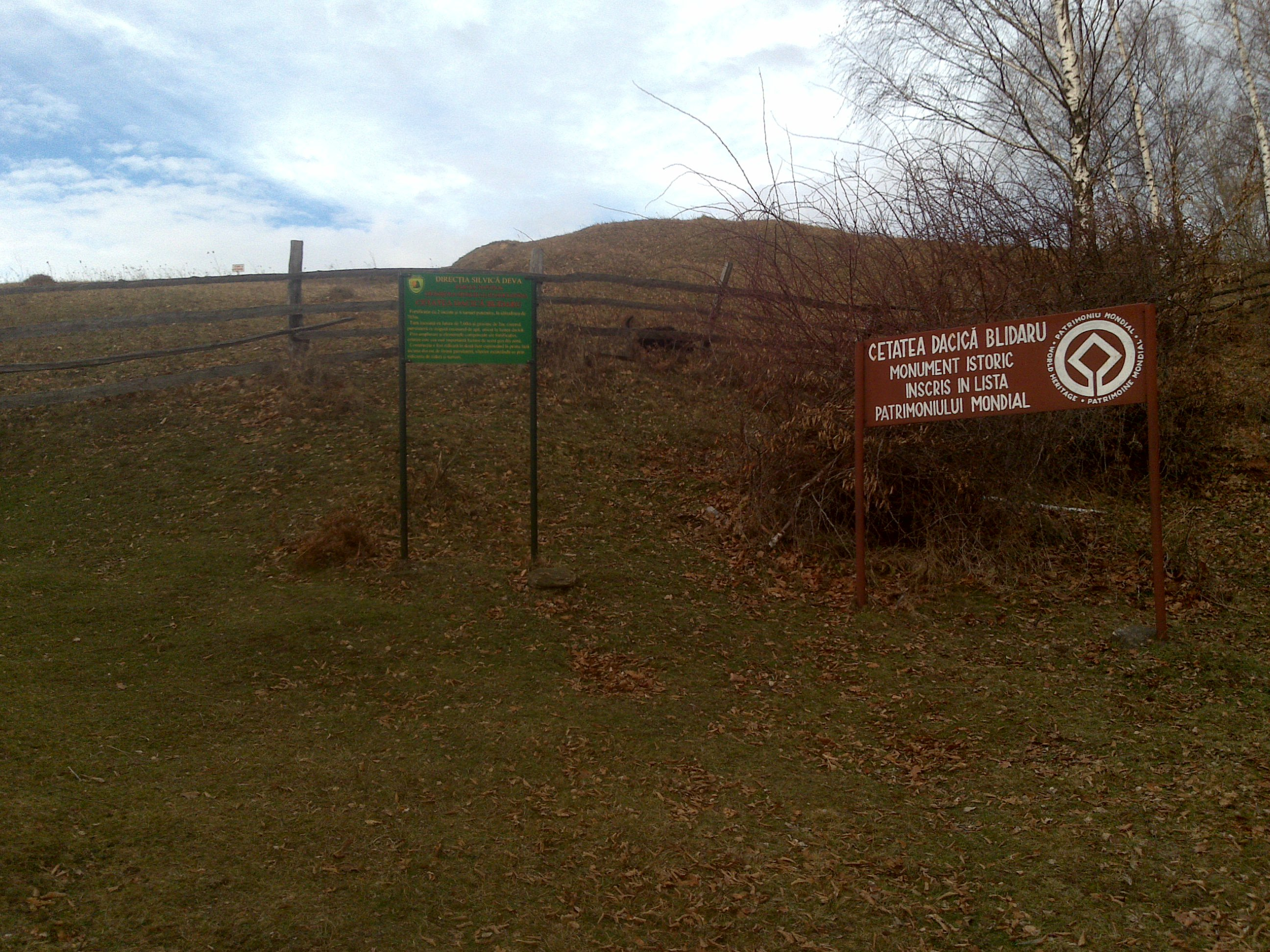
Kosztesd
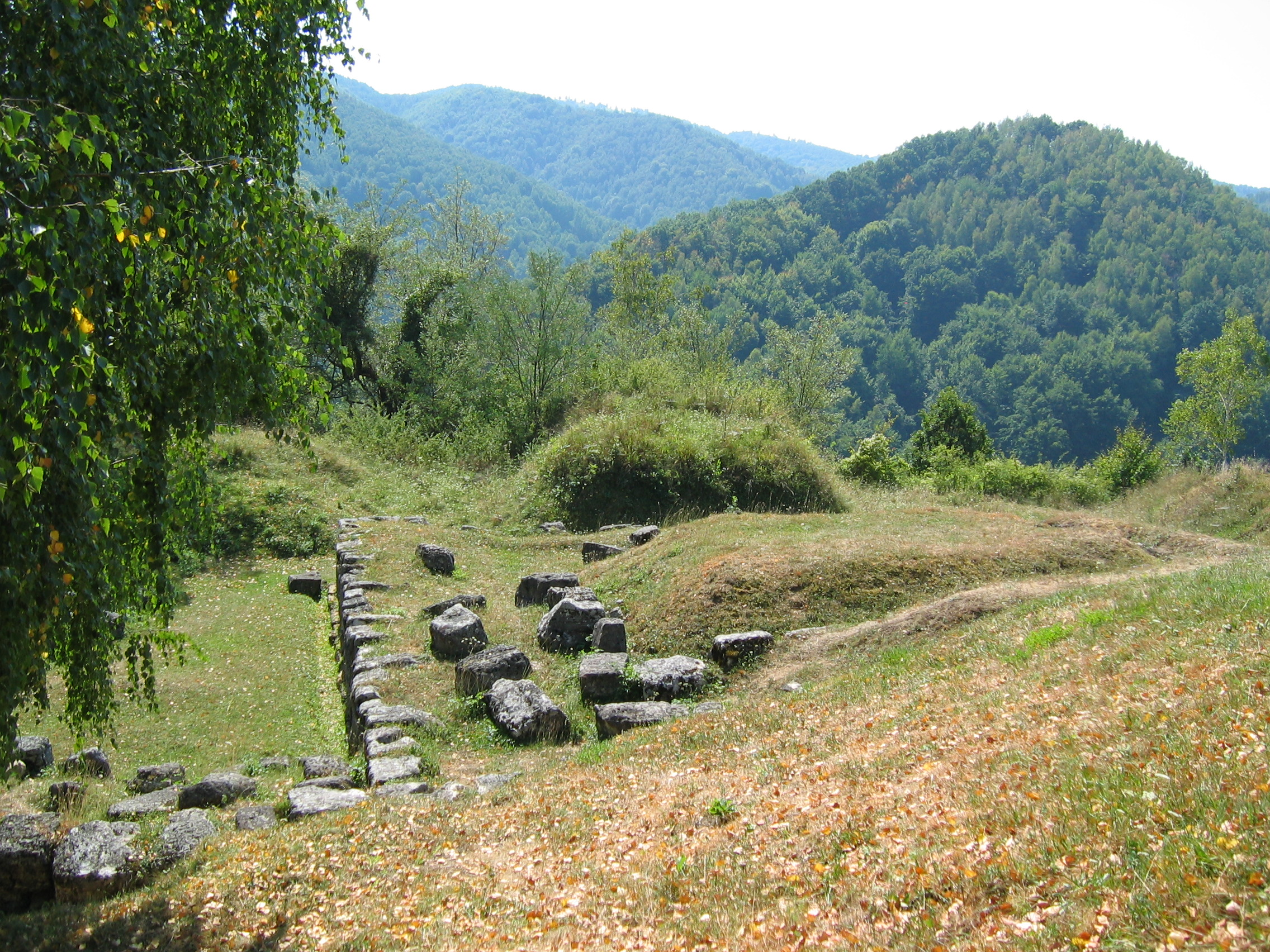
Kosztesd, dák erődítmény
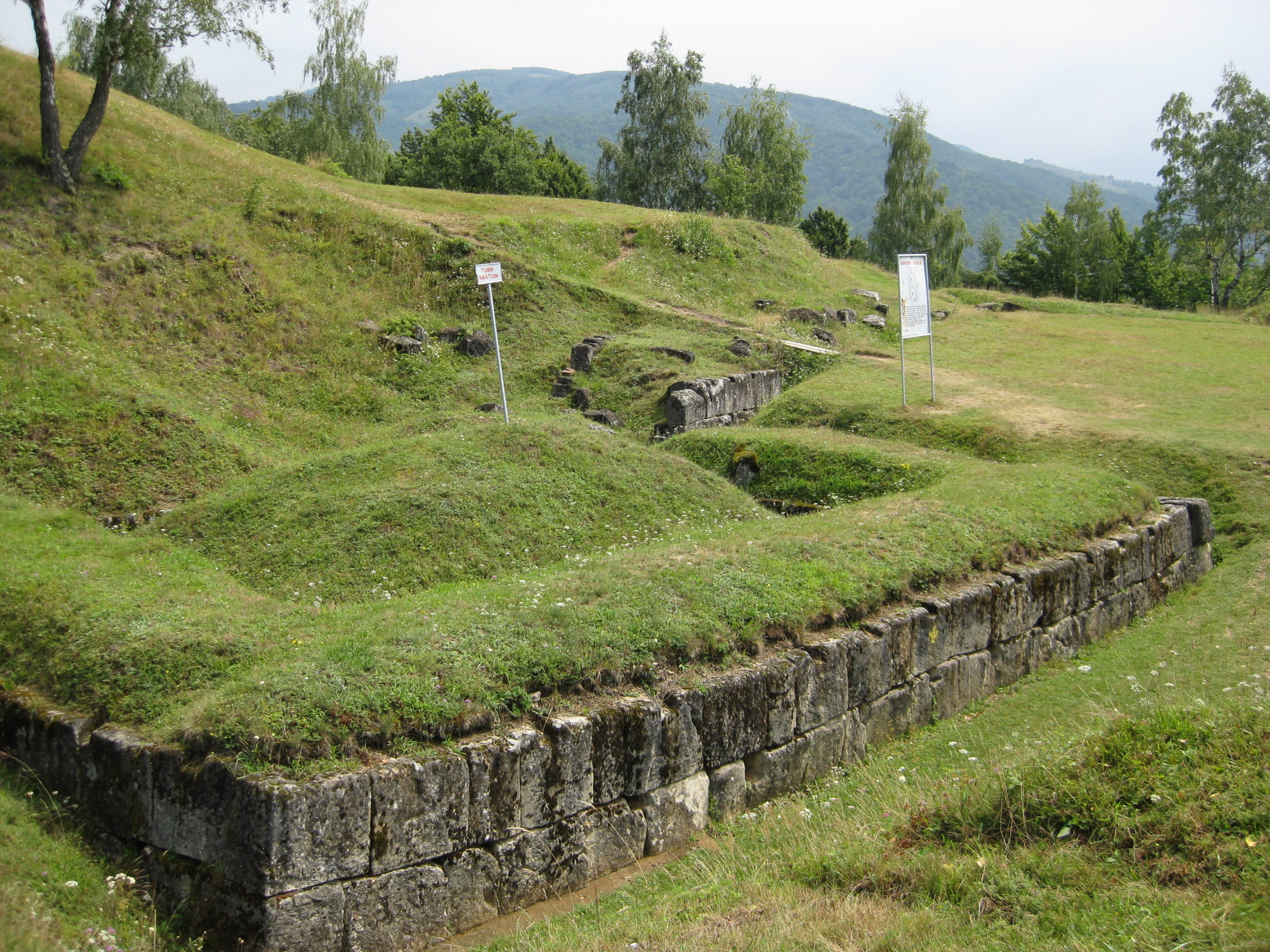
Kosztesd, dák erődítmény